# جیمز ماکسول باردین
جیمز ماکسول باردین (به انگلیسی: James Maxwell Bardeen) (زادهٔ ۹ می ۱۹۳۹) یک فیزیک‌دان آمریکایی است که به خاطر کارهایش در زمینه نسبیت عام و به‌طور خاص فرمولبندی قوانین مکانیک سیاهچاله‌ها شناخته می‌شود. او یک پاسخ کامل نیز برای معادلات میدان اینشتین ارائه داد که با نام خلاء باردین شناخته می‌شود.